# Ускова Агафія Омелянівна
Ускова Агафія Омелянівна (1828—1899) — дружина коменданта Новопетровського укріплення Іраклія Ускова. Увійшла в історію завдяки знайомству з Тарасом Шевченком, що відбував заслання у 1850—1857 роках у цьому укріпленні.

## Життєпис
В юності жила у родичів у Києві. З Тарасом Шевченком познайомилася 1853 року в Новопетровському укріпленні, підтримувала з ним дружні стосунки до кінця заслання. Місцеві плітки порушили безпосередність їхніх взаємин, але й у наступні роки вони підтримували дружні стосунки, про що свідчать поетові листи. 
В Новопетровському укріпленні у 1853—1854 роках Шевченко виконав три портрети Ускової. Один із них погрудний (папір, сепія, 11,3 × 9,7; в овалі), другий — більш, ніж поясний (папір, сепія, 26,9 × 19,2), третій — з донькою Наташею (папір, сепія, 27,6 × 21,2). На останньому ліворуч унизу червоною фарбою — дата й монограма: «1854. III.». До цього портрета є етюд і начерки рослин. 
Зі слів Ускової та двох її дочок згодом спогади про Шевченка переповіла її внучка — донька Наталії Іракліївни Ускової. Оскільки тут переважно повторені відомості, що є й в інших публікаціях, у цьому виданні ці спогади не передруковані.
Спогади Ускової написані на прохання біографа Шевченка Олександра Кониського у вигляді відповіді на низку заданих конкретних питань.